# Bengalia floccosa
Bengalia floccosa är en tvåvingeart som först beskrevs av Wulp 1884.  Bengalia floccosa ingår i släktet Bengalia och familjen spyflugor. Inga underarter finns listade i Catalogue of Life.